# Burg Grumbach
Die Burg Grumbach, auch Schloss Grumbach genannt, ist die Ruine einer Spornburg auf einem Bergsporn im Ort Grumbach im Landkreis Kusel in Rheinland-Pfalz.

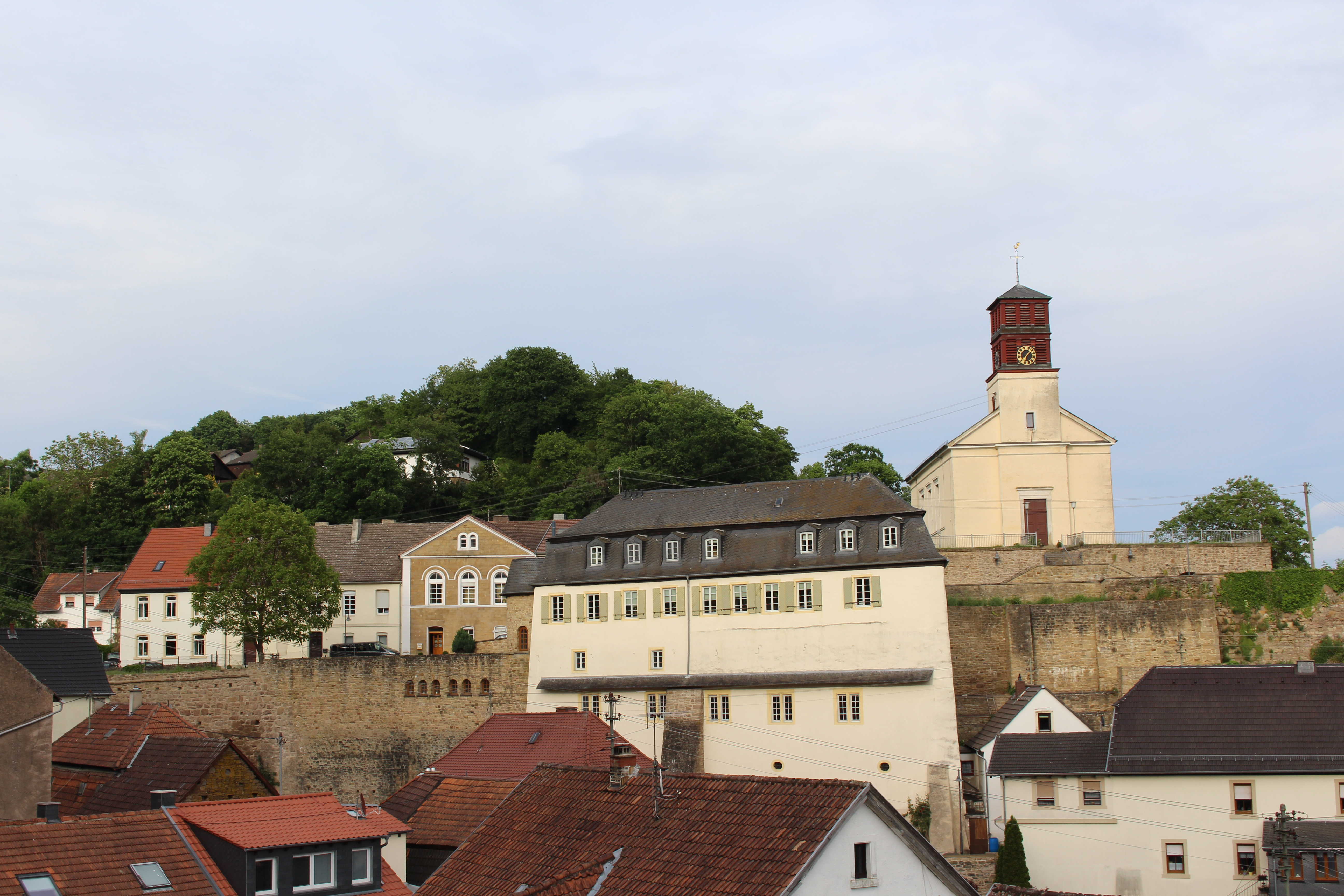
Der Schloßberg Grumbach

## Geschichte
Die Burg wurde erstmals 1242 im Besitz ihres vermutlichen Erbauers, Wildgraf Konrad von Kyrburg, erwähnt, als er seine Burg dem Herzog von Brabant zu Lehen auftrug. Zu ihren Füßen entstand eine kleine Ansiedlung.
In den Jahren 1350 bzw. 1409 beerbten die Rheingrafen vom Stein (von der Burg Rheingrafenstein) die beiden Linien der Wildgrafen und nannten sich fortan Wild- und Rheingrafen. Sie teilten sich in die Linien zu Dhaun-Grumbach, Dhaun-Kyrburg und Dhaun. Seit dem Erwerb der Burg Salm in La Broque (Vogesen) durch Erbschaft im Jahr 1475 nannten sie sich „Wild- und Rheingrafen zu Salm“. Im selben Jahr wurden die Wild- und Rheingrafen zu Salm und Dhaun-Grumbach durch kaiserliches Edikt in den Reichsgrafenstand erhoben. Um 1500 erstreckten sich die Grenzen der Herrschaft Dhaun-Grumbach durch eine geschickte Familienpolitik von der Nahe über die Vogesen bis hin zum Rhein. Durch Heirat entstanden bald neue Herrschaften und durch Teilungsverträge wurden diese wieder voneinander gelöst. Im Jahre 1556 wurde die Reformation in Dhaun-Grumbach eingeführt. Die Wild- und Rheingrafen gehörten zu den evangelischen Fürsten, die auf dem Reichstag zu Augsburg 1548 gegenüber dem Kaiser als Hüter der universalen Kirche die „reine Lehre“ vertraten.
Die Burg Grumbach, inzwischen zum Schloss ausgebaut, war von 1575 bis 1792 die Residenz der zu Grumbach regierenden „Wild- und Rheingrafen“. Das Schloss verzeichnete in diesen Jahrhunderten Besuche von vielerlei Fürsten, etwa aus dem Haus Nassau, dem Haus Wittelsbach (Pfalzgrafen bei Rhein, Herzöge von Pfalz-Zweibrücken) und auch der Prinzessin Luise von Mecklenburg-Strelitz (1776–1810), der späteren preußischen Königin. 1792/93 mussten die auf Grumbach wohnenden Grafen vor den anrückenden Franzosen fliehen. Während mehrerer kriegerischer Handlungen im Zuge der Koalitionskriege wurde das Schloss geplündert, beschädigt und als Lazarett genutzt. Es verfiel und wurde 1798 abgebrochen.
Das Linke Rheinufer wurde durch Frankreich annektiert. Ende 1802 erhielten die Wild- und Rheingrafen zu Salm-Grumbach durch den Reichsdeputationshauptschluss als Entschädigung für den Verlust der reichsunmittelbaren Wild- und Rheingrafschaft um Grumbach einen Teil des säkularisierten Hochstifts Münster in Westfalen zugesprochen, bestehend aus mehreren säkularisierten Klöstern, woraus die Grafschaft Salm-Horstmar gebildet wurde. Sie blieb jedoch nur bis zur Eingliederung in das Großherzogtum Berg 1806 ein eigenständiges Territorium. Nach dem Wiener Kongress (1815) wurde Salm-Horstmar als Standesherrschaft ein Teil Preußens. Der letzte regierende Graf Friedrich (1799–1865) wurde 1816 vom preußischen König zum Fürsten zu Salm-Horstmar erhoben; seither lebt die fürstliche Familie bis heute auf Schloss Varlar.
Von der ehemaligen Burganlage sind noch das Amtshaus und die Grundmauern erhalten. An der Burgstelle wurde 1838–1842 eine evangelische Pfarrkirche errichtet. Als einzig vollständig erhaltener Teil der ehemaligen Kernburg existiert heute noch das Kellergeschoss des ehemaligen Wohnbaus.